# Château de Muness
Le château de Muness est un château situé dans le sud-est de l'île de Unst, dans le nord des Shetland, en Écosse. Il a été construit à la même époque et par le même architecte, Andrew Crawford, que le château de Scalloway et le palais des comtes de Kirkwall.
En 1627, des forces françaises ont attaqué et brûlé le château de Muness. Il semble avoir été réparé, mais n'était plus en usage dès la fin du XVIIe siècle. Le château est actuellement la propriété de Historic Scotland.